# Leptotila verreauxi
Leptotila verreauxi là một loài chim trong họ Columbidae.